# Sideritis danielii
Sideritis danielii là một loài thực vật có hoa trong họ Hoa môi. Loài này được D.Rivera & Obón miêu tả khoa học đầu tiên năm 1994.